# Vito Rallo
Vito Rallo (* 30. května 1953 Mazara del Vallo) je italský římskokatolický duchovní, arcibiskup a bývalý diplomat.

## Život
Narodil se 30. května 1953 v Mazara del Vallo.
Svou kněžskou dráhu započal formací v rodném městě a následně v Papežském římském větším semináři. Studoval na Papežské lateránské univerzitě a Papežské univerzitě Gregoriana. Dne 1. dubna 1979 byl biskupem Costantinem Trapanim vysvěcen na kněze a inkardinován do diecéze Mazara del Vallo. Na Papežské akademii Alfonsiana získal licenciát z teologie a je absolventem doktorského studia obojího práva. Od roku 1986 byl studentem Papežské církevní akademie.
Dne 20. února 1988 vstoupil do diplomatických služeb Svatého stolce. Působil na apoštolských nunciaturách v Koreji, Senegalu, Mexiku, Kanadě, Libanonu, Španělsku, Burkině Faso a Nigeru. Dne 27. ledna 2004 jej papež Jan Pavel II. jmenoval stálým pozorovatelem při Radě Evropy.
Dne 12. června 2007 byl papežem Benediktem XVI. ustanoven apoštolským nunciem v Burkině Faso a Nigeru s povýšením na titulárního arcibiskupa z Alby. Biskupské svěcení přijal 28. října z rukou kardinála Tarcisia Bertone a spolusvětiteli byli biskup Domenico Mogavero a arcibiskup Séraphin François Rouamba. Během jeho působení v obou státech se věnoval různým charitativním činnostem, jako například výstavbě a domů pro vysídlené povodněmi v roce 2011, výstavbě studní, škol, zdravotnických center a pediatrického centra v hlavním městě Ouagadougou. Nechal vystavit novou budovu nunciatury.
Dne 12. prosince 2015 byl papežem Františkem převeden na nunciaturu v Maroku a 30. června 2023 přijal jeho rezignaci na post nuncia.
Ovládá italštinu, angličtinu, španělštinu a francouzštinu.